# 泰氏马先蒿
泰氏马先蒿（学名：Pedicularis tayloriana）为列当科马先蒿属的植物，是中国的特有植物。分布在中国大陆的西藏等地，常生于空旷的湿草坡中，目前尚未由人工引种栽培。